# Sto con te/Qui e là
Sto con te/Qui e là è il 2° 45 giri di Patty Pravo, pubblicato nel 1967 dalla casa discografica ARC.

## Accoglienza
Il singolo ebbe un successo appena sufficiente. Non entrò in classifica top 100 annuale del singoli più venduti, perché non piacque il lato A, ma si qualificò in 46° massima posizione.

## I brani

### Sto con te
Sto con te è una cover del brano Tell it to the rain, scritto da Chubby Cifelli e Mike Petrillo e portata al successo dai The Four Seasons; il testo italiano è di Sergio Bardotti.
La produzione e l'arrangiamento sono di Ruggero Cini, ed alla registrazione hanno partecipato la sua orchestra e i Cantori Moderni di Alessandroni.
Con questo Patty Pravo partecipò alla puntata Toto ye ye della serie TuttoTotò, nel 1967.
Il brano non fu incluso in nessun album.

### Qui e là
Qui è là, la canzone sul lato B, è una cover di Holy cow (letteralmente Santa mucca, ma è l'equivalente anglosassone di "Perbacco!" o "Santo cielo!", espressione di sorpresa), scritta da Allen Toussaint e portata al successo da Lee Dorsey, con un testo in italiano (totalmente diverso dall'originale) scritto da Aina Diversi.
La produzione e l'arrangiamento sono di Ruggero Cini, la sua orchestra e i Cantori Moderni di Alessandroni.
Anche se, sul disco, Qui e là è il lato B di Sto con te, viene scelta per il riuscito connubio tra testo e musica per la promozione, e partecipa al Cantagiro 1967 e a Partitissima, il 23 settembre dello stesso anno; inoltre la canzone è inserita nei musicarelli L'immensità, I ragazzi di Bandiera Gialla, Il ragazzo che sapeva amare e La coppia più bella del mondo
Il brano fu incluso nell'album di debutto omonimo: Patty Pravo.

## Tracce
Lato A
1. Sto con te - 2:25

Lato B
1. Qui e là - 2:25